# وسام 30 نوفمبر
وسام 30 نوفمبر هو أحد الأوسمة الرفيعة في الجمهورية اليمنية،  سمي الوسام على عيد الاستقلال في 30 نوفمبر في جمهورية اليمن الديمقراطية الشعبية، بعد الوحدة اليمنية، أعيد تصميم الوسام ودمجه مع الأوسمة اليمنية، وبدأ العمل به منذ أبريل 1991، بقرار جمهوري.
يصنف الوسام إلى ثلاث درجات.